# Videle
Videle é uma cidade da Romênia com 12.498 habitantes, localizada no judeţ (distrito) de Teleorman.